# Nephrodium abortivum
Nephrodium abortivum là một loài dương xỉ trong họ Dryopteridaceae. Loài này được J.Sm., Moore mô tả khoa học đầu tiên năm 1858.
Danh pháp khoa học của loài này chưa được làm sáng tỏ. 